# Závada (okres Topoľčany)
Závada je obec na Slovensku v okrese Topoľčany v Nitranském kraji. Žije v ní 570 obyvatel.

## Historie
Podle archeologických nálezů trvalé osídlení území obce se předpokládá od 9. století. První písemná zmínka je z roku 1332, kde je uváděna jako Zabeti, další název v roce 1390 byl Zawada, maďarsky Závada. Obec byla součástí topolčianského hradního panství. V roce 1570 zde byl mlýn a 15 rodin ve čtyřech usedlostech, v roce 1715 byly v Závadě vinice a 14 domácností, v roce 1781 se uvádí šest mlynářů a jedenáct řemeslníků, v roce 1787 žilo v 69 domech a 534 obyvatel, v roce 1828 žilo 242 obyvatel v 35 domech. Hlavní obživou bylo zemědělství a vinařství. V 19. a 20. století v obci vlastnila statky rodina Stummerů. V roce 1918 v obci žilo 509 obyvatel, z nichž 492 se hlásilo k slovenské národnosti, jedenáct k německé a pět k maďarské. Úřední název obce byl  Nyitrazávod.

## Památky
V obci je římskokatolický kostel svatého Michaela archanděla z roku 1808.
Mezi nejstarší objekty se řadí "Bajzíkov Mlyn" z poloviny 16. století.

## Přírodní poměry
Obec leží na přechodu severní části Nitranské pahorkatiny do jihovýchodních svahů pohoří Považský Inovec, v pramenné oblasti potoku Slivnica, pravého přítoku řeky Chotiny v povodí Nitry. Odlesněné území obce leží v nadmořské výšce 228–413 m, střed obce je ve výšce 264 m n. m. Povrch tvoří převážně terciérní sedimenty kryté spraší, v severní části metamorfované horniny a horniny mezozoika. Celková rozloha obce je 8,94604 km², z toho v roce 2020 připadalo 74 % na zemědělskou půdu. Celkové využití půdy (2020): 53 % orná půda, 2 % zahrady, 20 % travnaté plochy a 13 % lesy. V roce 2023 připadalo 659,87 ha na zemědělskou půdu, z toho 471,76 ha byla orná půda, 17,18 ha tvořil zahrady a 170,63 ha byly travnaté plochy. Lesy zaujímaly 124,56 ha, vodní plochy 2,83 ha a 47,31 ha byla zastavěná plocha a nádvoří.
Na území obce se nachází chráněný areál Dolné lazy a v oblasti Zahrady chráněný areál Záhrada.
Obec sousedí:
|        | Podhradíe |         |
| Tesáre |           | Prašice |
| Tesáre | Velušovce |         |